# ロバート・コーンスウェイト (俳優)
ロバート・コーンスウェイト（Robert Cornthwaite,  1917年4月28日 - 2006年7月20日）は、アメリカ合衆国の俳優である。

## 来歴
1917年、オレゴン州のセントヘレンズに生まれる。10代のころから演劇に興味を抱き始め、ロングビーチ・シティ・カレッジへ進学と同時に地元のラジオ局でも働き始めた。後に南カリフォルニア大学へ編入して学位を取得し、第二次世界大戦時にはアメリカ空軍へ従軍している。
1946年に兵役を退役後はハリウッドに渡り、1950年にノンクレジットで『武装市街』へ出演。1951年にはRKOが製作したSFホラー映画『遊星よりの物体X』に出演して正式な映画デビューを飾った。その後もH・G・ウェルズ原作のSFパニック映画『宇宙戦争』やベティ・デイヴィス、ジョーン・クロフォード主演のサイコスリラー『何がジェーンに起ったか?』などの話題作へ出演し、キャリアを築いている。テレビシリーズやテレビドラマなどへも数多く出演しており、生涯を通じて役者としての地位を確固たるものにした。

### 死去
2006年、7月20日、カリフォルニア州のウッドランド・ヒルズにて死去。89歳だった。

## 出演作品

### 映画
- 武装市街 Union Station (1950) ※ノークレジット
- 最後の賭け Gambling House (1950) ※ノークレジット
- 遊星よりの物体X The Thing from Another World (1951)
- 替え玉殺人事件 His Kind of Woman (1951) ※ノークレジット
- 生きるためのもの Something to Live For (1952) ※ノークレジット
- モンキー・ビジネス Monkey Business (1952)
- 宇宙戦争 The War of the Worlds (1953)
- Day of Triumph (1954)
- キッスで殺せ! Kiss Me Deadly (1955)
- 裸の天使 The Leather Saint (1956)
- 翼よ! あれが巴里の灯だ The Spirit of St. Louis (1957)
- 地獄へ秒読み Ten Seconds to Hell (1959)
- 無法の拳銃 Day of the Outlaw (1959)
- 呪いの深海獣 Destination Space (1959) ※テレビ映画
- 冷凍凶獣の惨殺 Reptilicus (1961) ※声のみ、ノークレジット
- 七面鳥艦隊 All Hands on Deck (1961)
- 何がジェーンに起ったか? What Ever Happened to Baby Jane? (1962)
- 縛り首の三人 Ride to Hangman's Tree (1967)
- 荒野の隠し井戸 Waterhole #3 (1964)
- 女の香り The Legend of Lylah Clare (1968)
- 地球爆破作戦 Colossus: The Forbin Project (1970)
- 爆走の報酬 The Peace Killers (1971)
- 暗く長い夜 The Longest Night (1972) ※テレビ映画
- 600万ドルの男 The Six Million Dollar Man (1973) ※テレビ映画
- 未来世界 Futureworld (1976)
- 1929/米国が震えた日 The Day the Bubble Burst (1982) ※テレビ映画
- ダン・アイクロイドの Dr.デトロイトを探せ! Doctor Detroit (1983)
- 世紀の取り引き Deal of the Century (1983)
- フーズ・ザット・ガール Who's That Girl (1987)
- マチネー/土曜の午後はキッスで始まる Matinee (1993)
- デス・リベンジ Dead Man's Revenge (1994) ※テレビ映画
- The Naked Monster (2005)

### テレビドラマ
- Cavalcade of America (1953 - 1954)
- ミリオネア The Millionaire (1955)
- スタジオ57 Studio 57 (1955)
- 名犬ラッシー Lassie (1956)
- The Adventures of Jim Bowie (1956, 1957)
- Jane Wyman Presents The Fireside Theatre (1956)
- クロスロード Crossroads (1957)
- ディズニーランド Disneyland (1957, 1961)
- クライマックス! Climax! (1957)
- カリフォルニアンズ The Californians (1957, 1958)
- ケイシー・ジョーンズ Casey Jones (1957)
- ペリー・メイスン Perry Mason (1957, 1959, 1960, 1962, 1964)
- ガンスモーク Gunsmoke (1957, 1971)
- 影なき男 The Thin Man (1958)
- カメラマン・コバック Man with a Camera (1959)
- 第三の男 The Third Man (1959)
- 宇宙探検 Men Into Space (1959)
- ローハイド Rawhide (1959, 1964)
- 夜のジョニー Johnny Midnight (1960)
- 拳銃街道 Tales of Wells Fargo (1960, 1962)
- ライフルマン The Rifleman (1960)
- マーベリック Maverick (1960, 1961)
- ローリング20 The Roaring 20's (1961)
- 幌馬車隊 Wagon Train (1961, 1962, 1963)
- アンタッチャブル The Untouchables (1961)
- サーフサイド6 Surfside 6 (1961)
- アルフレッド・ヒッチコック・アワー The Alfred Hitchcock Hour (1962, 1964)
- デス・バレー・デイズ Death Valley Days (1962, 1964, 1965, 1967)
- ミステリーゾーン Twilight Zone (1962, 1963)
- ララミー牧場 Laramie (1963)
- 西部のチャンピオン Stoney Burke (1963)
- バージニアン The Virginian (1963, 1966)
- サンセット77 77 Sunset Strip (1963)
- ミスター・ノバック Mr. Novak (1964)
- 原子力潜水艦シービュー号 Voyage to the Bottom of the Sea (1964, 1965)
- コンバット! Combat! (1965)
- 逃亡者 The Fugitive (1965)
- マンスターズ The Munsters (1965)
- バークにまかせろ Burke's Law (1965)
- それ行けスマート Get Smart (1965)
- ラレード Laredo (1965, 1966)
- ドクター・キルデア Dr. Kildare (1965, 1966)
- ミネソタの娘 The Farmer's Daughter (1966)
- シェナンドー A Man Called Shenandoah (1966)
- ギジェット Gidget (1966)
- バットマン Batman (1966)
- FBIアメリカ連邦警察 The F.B.I. (1966, 1968, 1971, 1973)
- バークレー牧場 The Big Valley (1966, 1967)
- マイペース二等兵 Gomer Pyle: USMC (1967)
- ドラグネット1967 Dragnet 1967 (1967)
- 特攻ギャリソン・ゴリラ Garrison's Gorillas (1967, 1968)
- 鬼警部アイアンサイド Ironside (1968)
- 西部の王者ダニエル・ブーン Daniel Boone (1967, 1969, 1970)
- ザ・ハイシャパラル The High Chaparral (1969)
- 巨人の惑星 Land of the Giants (1969)
- ネーム・オブ・ザ・ゲーム The Name of the Game (1969, 1970)
- ボナンザ Bonanza (1970)
- 若き弁護士たち The Young Lawyers (1970, 1971)
- メイベリー110番 Mayberry R.F.D. (1971)
- 燃えよ! カンフー Kung Fu (1974)
- 事件記者コルチャック Kolchak: The Night Stalker (1974)
- エラリー・クイーン Ellery Queen (1975)
- ラバーン&シャーリー Laverne & Shirley (1977)
- Dr.刑事クインシー Quincy M.E. (1979)
- ジェシカおばさんの事件簿 Murder, She Wrote (1984)
- 女刑事キャグニー&レイシー Cagney & Lacey (1987)
- ダイナスティ Dynasty (1988)
- 美女と野獣 Beauty and the Beast (1988, 1989)
- チアーズ Cheers (1992, 1993)
- ピケット・フェンス Picket Fences (1992 - 1994)
- シカゴ・ホープ Chicago Hope (1995)
- ザ・プリテンダー 仮面の逃亡者 The Pretender (1996)